# Càmera de marxa enrere

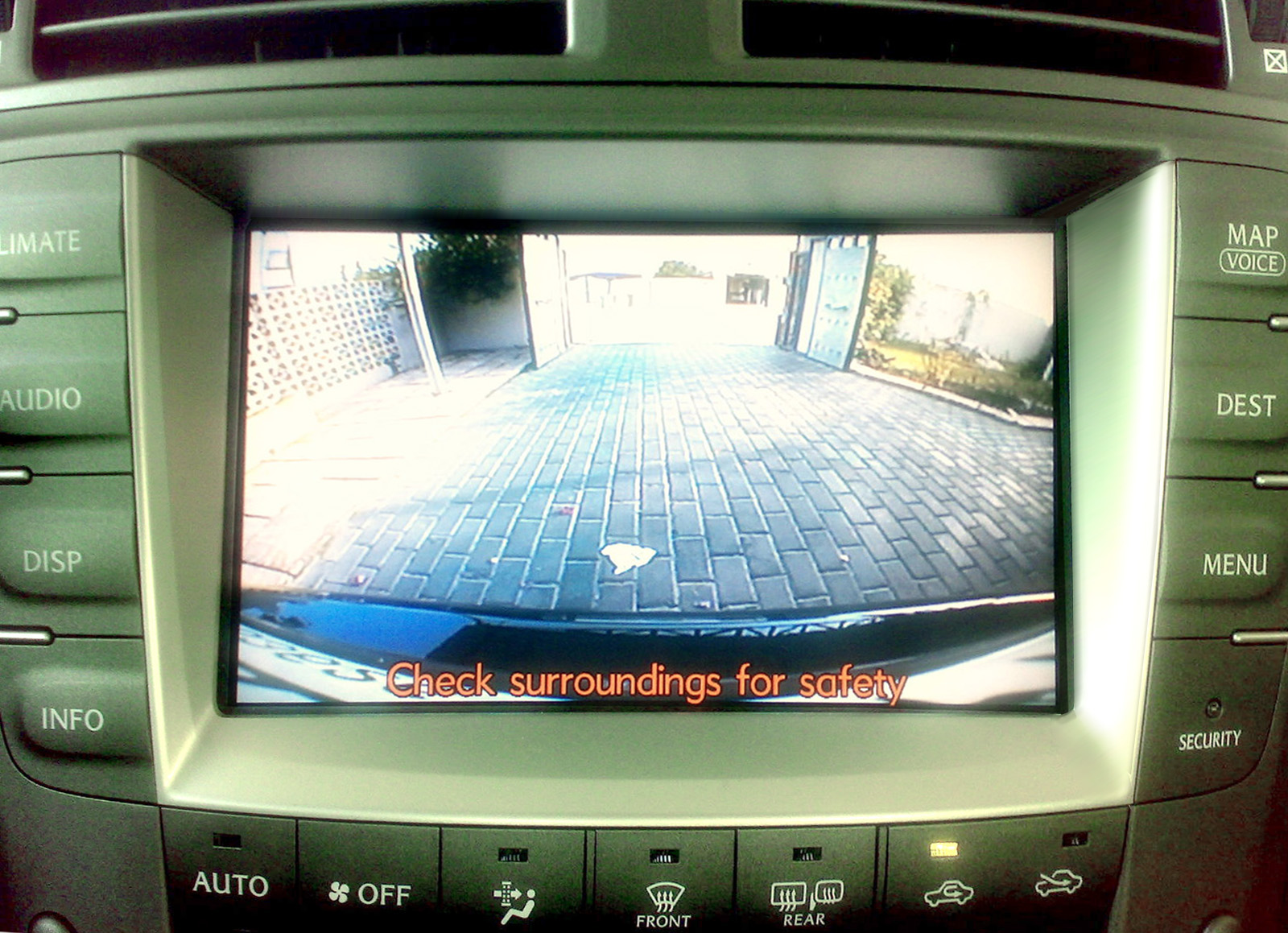
Vista des d'una càmera de marxa enrere sobre una Lexus IS 250.

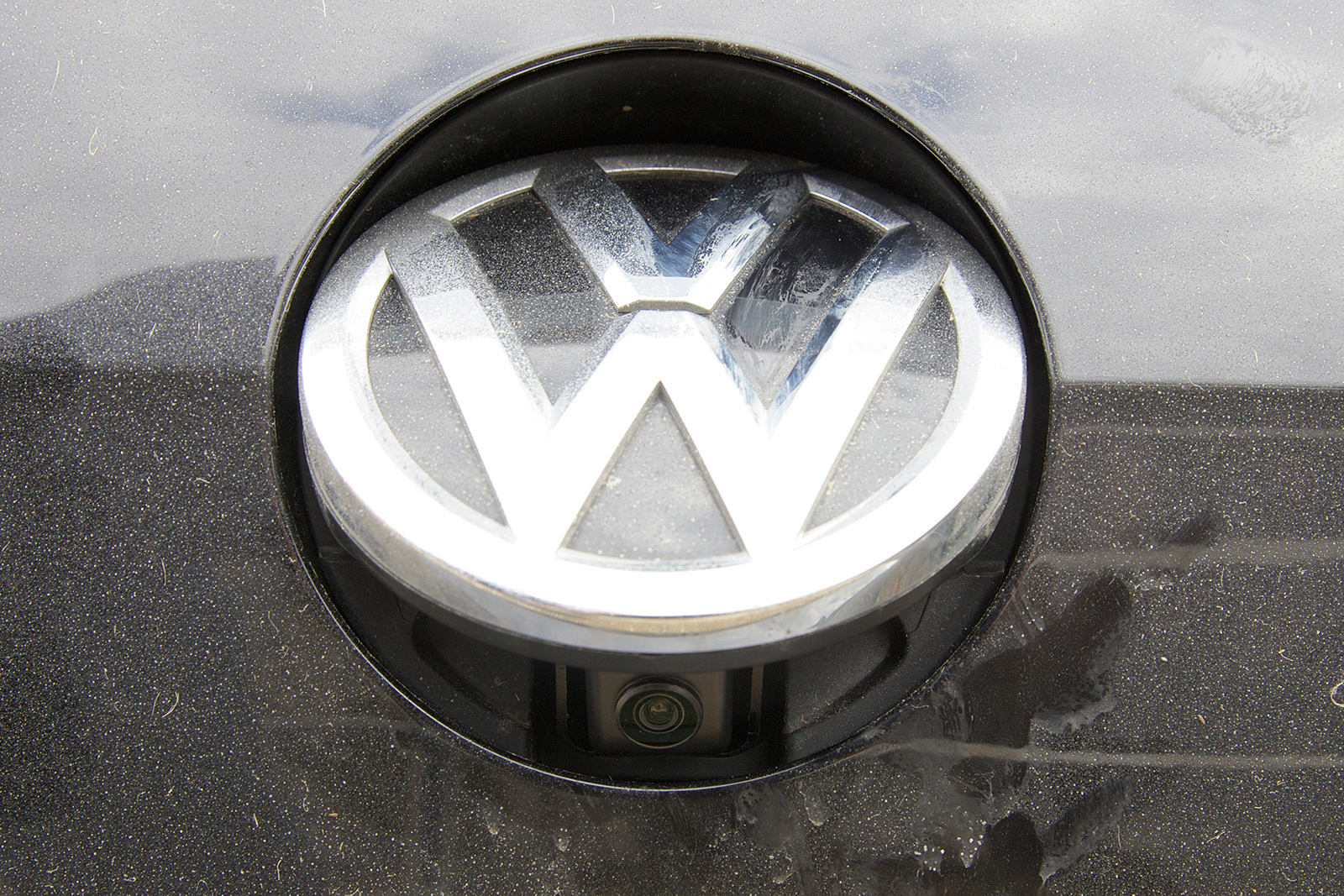
Càmera de marxa enrere en Volkswagen Golf Mk7

Una càmera de marxa enrere és un sistema que dona una visibilitat completa del que passa a la part posterior d'un vehicle. En alguns models, té unes marques que ajuden al conductor a aparcar el vehicle.

## Funcionalitats generals
Cert sistemes van equipats d'un radar de proximitat que permet mesurar la distància entre el vehicle i el seu entorn.
Junt amb el radar hi pot haver:

### Línies complementàries
La càmera de marxa enrere permet visualitzar a la pantalla unes marques indicant la trajectòria que ha de seguir el vehicle en funció de l'angle de les rodes davanteres, el que ajuda al conductor a anticipar les conseqüències de la seva maniobra. En certs sistemes, les marques indiquen si la maniobra pot ser perillosa per al vehicle o el que l'envolta (obstacles, vianants).

### Alarma sonora
A altres sistemes, un senyal sonor indica al conductor que s'acosta un obstacle. En general, aquest senyal és de més en més ràpid i de més en més agut quan s'acosta a l'obstacle (obstacles, vianants, etc.).

## Legislació
Les càmeres de marxa enrere seran obligatòries a tots els vehicles nous construïts a partir del'1er maig 2018 als Estats Units.